# Cremona (bokhandel)
Cremona, tidigare bokhandel vid Chalmers tekniska högskola i Göteborg, vilken sedan 1926 har försett chalmerister med kurslitteratur, chalmersmössor, pennor o dyl.
Fokus för bokhandeln ligger på teknologisk facklitteratur, lämpad för en teknisk högskola, men det finns också material för arkitektstuderande och viss allmän skönlitteratur.
Fram tills 2015 bedrevs verksamheten i två butiker, en i kårhuset Chalmers campus Johanneberg och på butik på Campus Lindholmen genom försäljning i café "Kokboken".
Sedan 2015 är Cremona en webbaserad butik och försäljningens av Cremonas kurslitteratur sker i Chalmers Studentkårs servicebutik Store på campus Johanneberg.
Cremona har fått sitt namn efter Luigi Cremonas kraftplan "Geometrisk linjekonstruktion i strukturmekaniken".
Cremona och Store ägs helt av Chalmers studentkår, genom AB Chalmers Studentkårsföretagsgrupp. 